# Dobranje
Dobranje je téměř zaniklá vesnička, nacházející se v Chorvatsku v Dubrovnicko-neretvanské župě, spadající pod občinu Zažablje. Nachází se velice blízko hranic s Bosnou a Hercegovinou. Podle sčítání lidu z roku 2001 zde žilo 9 obyvatel.
Kromě hlavní části Dobranje k obci patří i malá část Sankovići.
Nejbližší trvale obydlené sídlo, Borut, se nachází v Bosně a Hercegovině a je vzdáleno asi 3 km severovýchodně od Dobranje. Nejbližší sídlo v Chorvatsku, Bijeli Vir, se nachází asi 5 km severozápadně od Dobranje.